# Cheon Woo-hee
Dans ce nom coréen, le nom de famille, Cheon, précède le nom personnel.
Cheon Woo-hee (en coréen : 천우희) est une actrice sud-coréenne, née le 20 avril 1987 à Icheon.

## Filmographie
- 2004 : Love, So Divine (신부 수업) de Heo In-moo
- 2009 : Mother (마더) de Bong Joon-ho : Mi-na
- 2011 : Sunny (써니) de Kang Hyeong-cheol : Sang-mi
- 2013 : A cappella (한공주) de Lee Su-jin : Han Gong-ju
- 2016 : Gokseong (곡성) de Na Hong-jin : Moo-myeong, la femme mystérieuse
- 2021 : Endless Rain
- 2023 : Unlocked (스마트폰을 떨어뜨렸을 뿐인데) de Kim Tae-joon : Lee Na-mi

## Série/Kdrama
2019: Be melodramatic   (멜로가 체질 / 여의도 스캔들) Im Jin Ju. JTBC 16 épisodes.
2024: The 8 Show (Netflix) 8 épisodes.

## Distinctions
- Korean Association of Film Critics Awards 2014 : Meilleure actrice